# Trädgårdsamatörerna
Sällskapet Trädgårdsamatörerna (STA) är en ideell förening som bildades 1938.
STA har till syfte att föra samman personer intresserade av trädgårdsodling och att öka och fördjupa kännedomen om växter som är odlingsbara i Sverige. Trädgårdsamatörerna har 25 kretsar som ordnar föredrag, växtförsäljning m.m. Medlemstidningen Trädgårdsamatören utkommer med fyra nummer per år. Årlig frölista med distribution av över 2000 olika sorters frö.